# John Boehner
John Andrew Boehner (Reading, 17 novembre 1949) è un ex politico statunitense, Speaker della Camera dei Rappresentanti dal 2011 al 2015 e membro della Camera dei Rappresentanti per lo stato dell'Ohio dal 1991 al 2015. In precedenza, Boenher ha servito come rappresentante statale dal 1985 al 1990.

## Biografia
John Boenher è nato a Reading, Ohio, nel 1949, secondo di 12 figli di Mary Anne Hall Boenher (1928-1996) e di Earl Henry Boenher (1925-1990). La madre aveva origini tedesche e irlandesi, mentre il padre era di discendenza tedesca.
Vive e trascorre la sua infanzia in una famiglia di modeste origini a Cincinnati, condividendo una piccola casa con solamente 2 stanze da letto con i suoi 11 fratelli.
Dopo essersi diplomato presso la Moeller High School di Cincinnati nel 1968, entra nella Marina degli Stati Uniti ma viene congedato poco tempo dopo. Successivamente, ottiene un Bachelor of Arts in economia aziendale alla Xavier University nel 1977, diventando il primo membro della sua famiglia a laurearsi e frequentare l'università.
Successivamente Boehner lavora nella Nucite Sales, un'azienda che si occupa di industria plastica fino al 1990, anno nel quale si dimette dalla posizione di Presidente dell'azienda. Contestualmente, John Boehner è stato membro della Camera dei Rappresentanti dell'Ohio dal 1985 al 1990.

## Carriera politica al Congresso
Membro del Partito Repubblicano, alla Camera dei rappresentanti è eletto dal 1991 nell'8º distretto dell'Ohio, distretto che include varie aree rurali e suburbane nei pressi di Cincinnati e Dayton oltre ad una porzione della stessa città di Dayton.

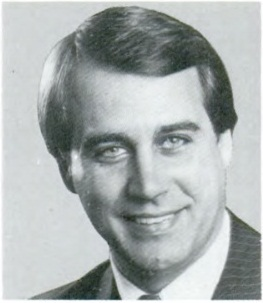
Ritratto ufficiale di John Boehner come membro della Camera dei rappresentanti degli Stati Uniti nel 102º Congresso, 1991

Nel 2006 diventa leader dei repubblicani alla Camera. A seguito della sconfitta alle legislative dello stesso anno, fino al 2011, Boehner manterrà la carica di leader di minoranza in seno all'assemblea legislativa.
Guida il Partito Repubblicano alla sorprendente vittoria alle elezioni di medio termine del 2010, quando il GOP passa dal 43% al 52%, guadagnando ben 63 seggi rispetto alla tornata del 2008. Raggiungendo la quota di 242 seggi, quella del 2010 è stata la migliore performance del partito dal 1946. Boehner diventa così speaker della Camera dei Rappresentanti. Manterrà l'incarico sino al novembre 2015, grazie alle vittorie alle legislative del 2012 e del 2014. Quest'ultima tornata ha visto il Partito Repubblicano salire fino a quota 247 seggi, superando così la soglia raggiunta quattro anni prima.
Decide poi, a metà del suo terzo mandato da Speaker, di dimettersi, non solo da quest'ultima carica ma anche come deputato del suo distretto. 

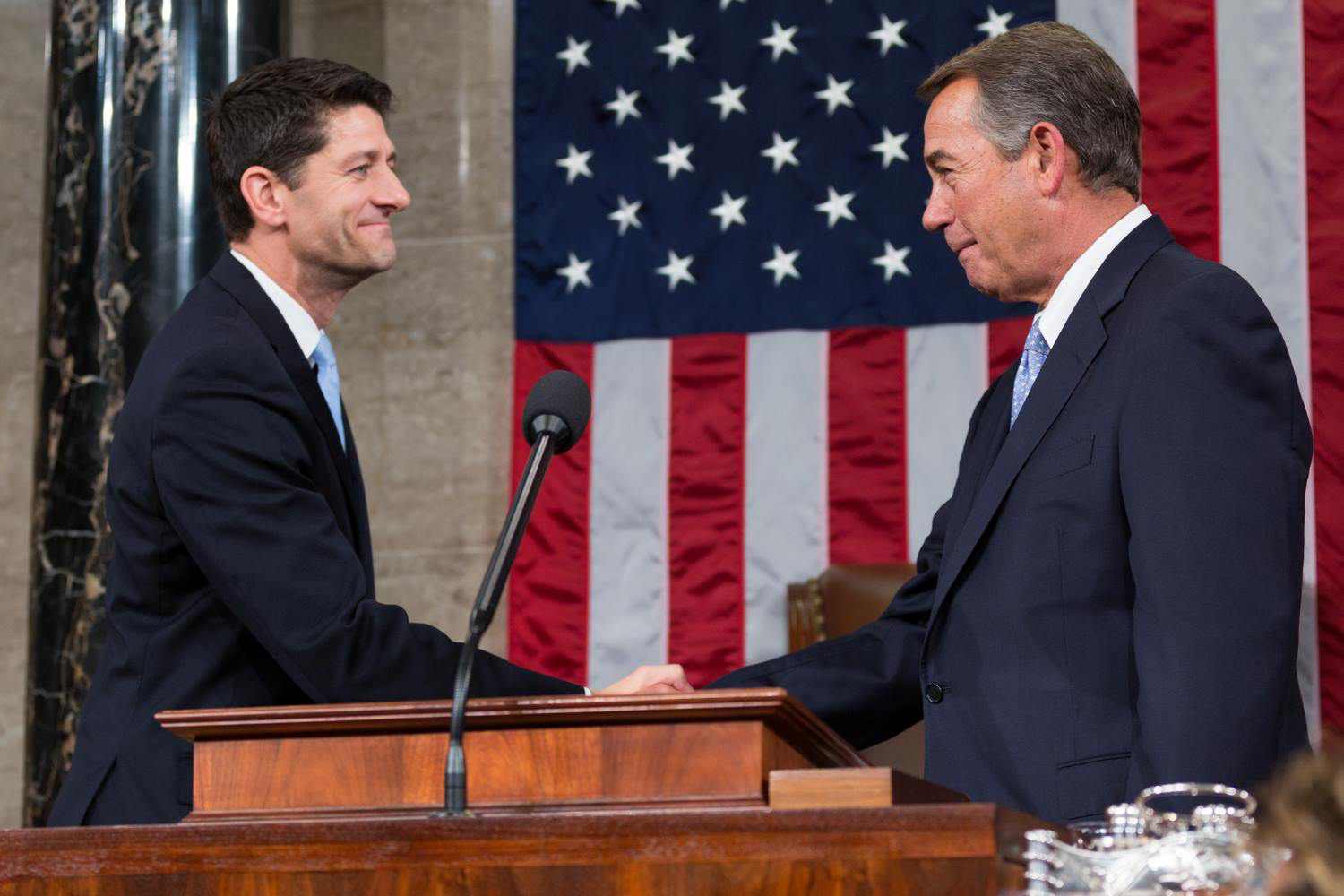
John Boehner si congratula con il suo successore Paul Ryan, appena eletto nuovo Speaker della Camera dei Rappresentanti degli Stati Uniti, il 29 ottobre 2015

A seguito dall'abbandono della politica, ha cominciato a svolgere attività di lobbying.

## Posizioni politiche
È considerato un repubblicano moderato. Durante le primarie del 2016 ha dato il proprio avallo al "suo" governatore dell'Ohio John Kasich. A seguito dell'arrivo di Trump alla presidenza, ha iniziato a smarcarsi dalle posizioni del suo partito, criticando l'eccessiva influenza che i media ultra-conservatori hanno sul GOP. Ha definito la sua formazione non più come republican ma come Trump's party, constatando come l'appoggio al presidente si sia trasformato in una sorta di culto.